# 中国丝绸产业

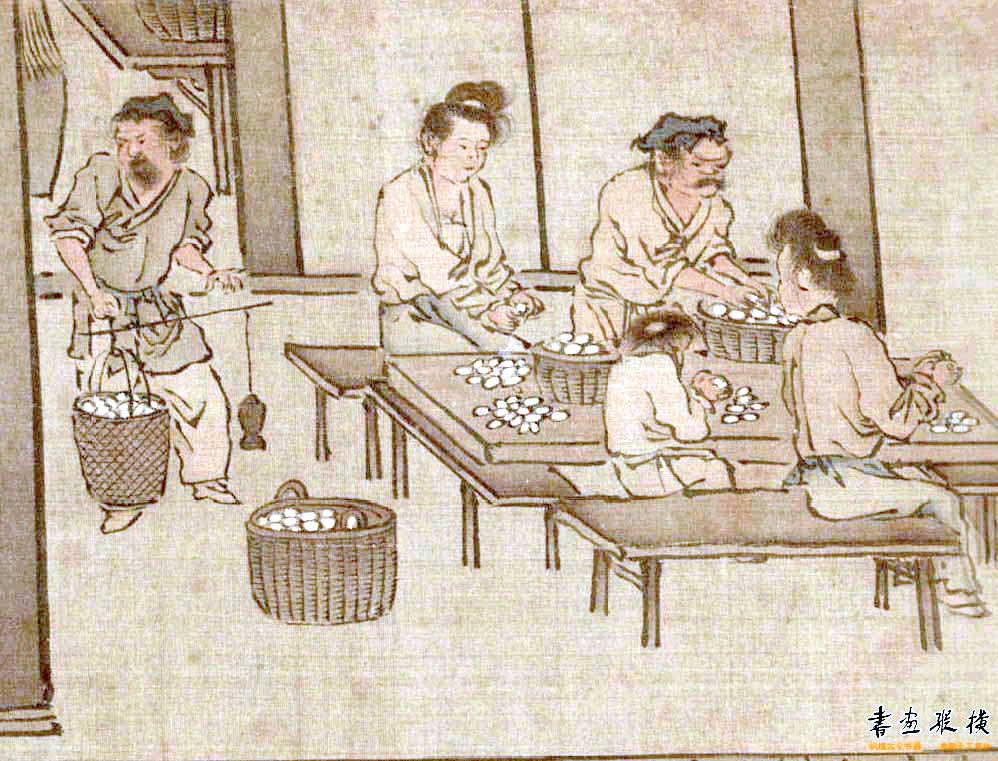
南宋时期画家梁楷所绘的蚕织图。

中国是世界上最大、最早的丝绸生产国。中国的丝绸绝大多数来自家蚕，因为这些昆虫在幼虫阶段，会以桑树的叶子为食，织成蚕茧供做丝绸。中国的非桑蚕茧生产通常使用的是中国柞蚕蛾。这种飞蛾通常以例如橡木等树木为食，其幼虫比桑蚕丝蛾纺出更粗、更扁平、颜色更黄的蚕丝。 
2005年，中国占全球丝绸产量的74%和世界出口市场的90%。

## 工业计划

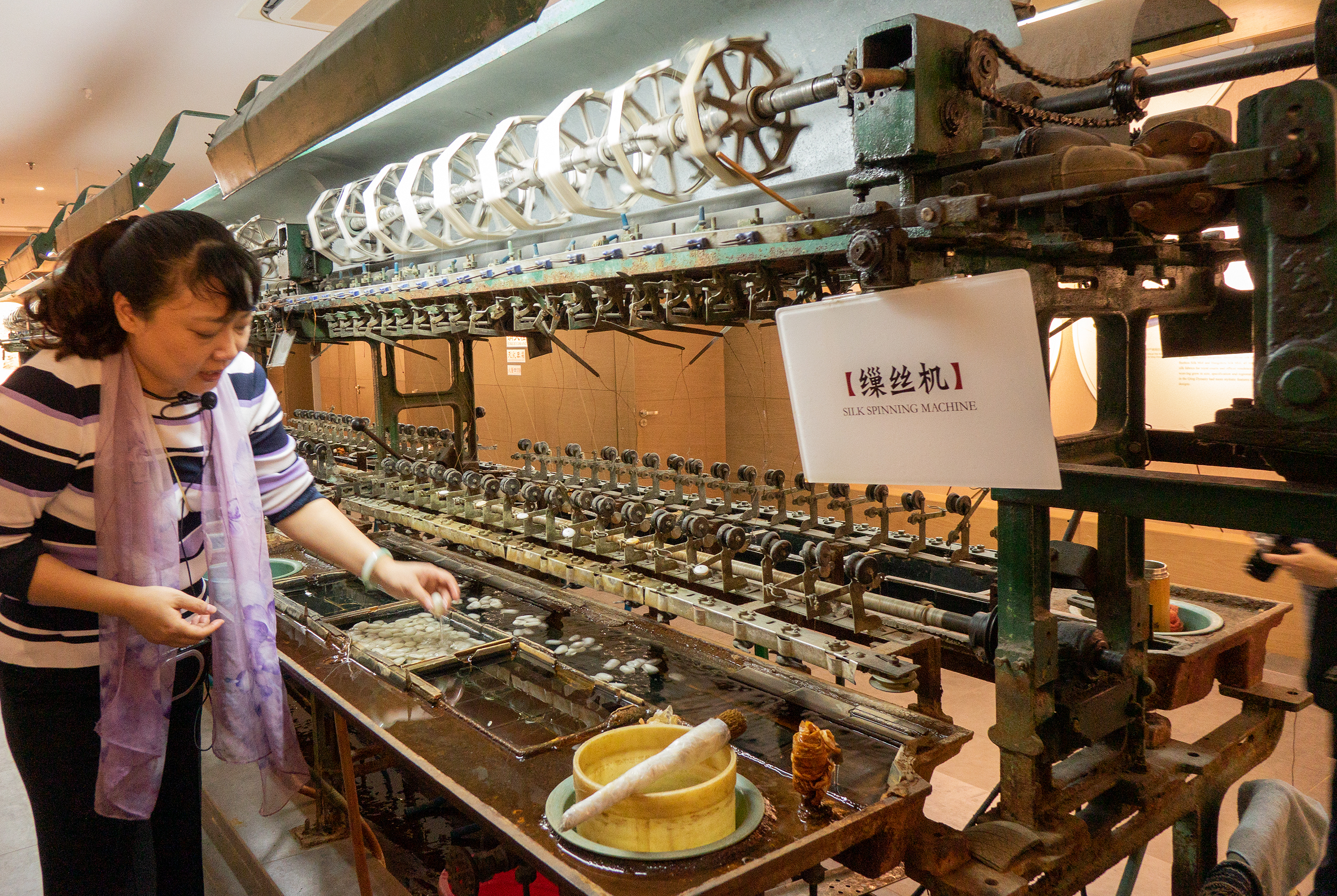
苏州丝绸厂。

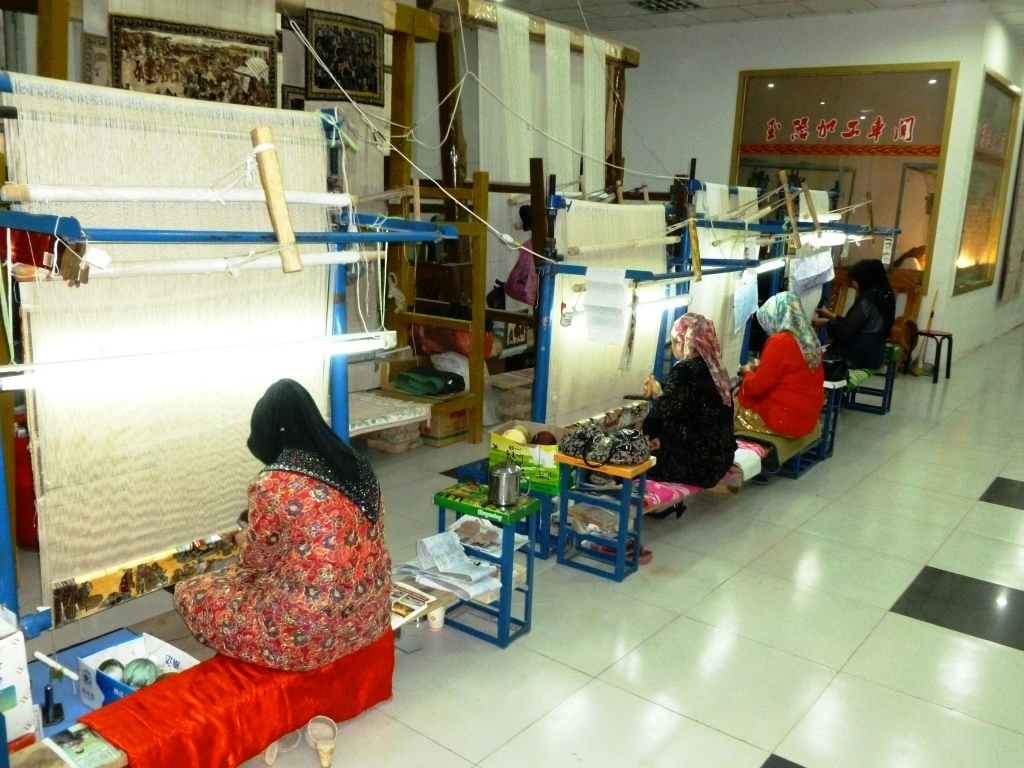
编织丝绸的喀什妇女。

地方政府预计将引进更多最新的高端丝绸机床，从而提高丝绸的质量与数量。由于其新设施带来了生产和分销能力的提高，预计它将带来显着的收入增长。
丝绸产业有多项物质优惠。这些政府激励措施包括土地政策豁免、税收减免、项目优先（优先审查和批准申请）和能源折扣（经批准后，公司可以获得与水、电、气等相关的费用折扣）。 

## 地理
与中国东部沿海地区不同，丝绸行业更注重丝绸再加工，西部地区由于其天然的如天气和土壤等地理条件，更适合于丝绸的生产，主要集中在重庆和云南地区。此外，随着东海岸土地成本和人力成本的增加，业务正在向西部转移。在政府的优惠政策下，重庆的丝绸产业有了长远的发展。

## 外资
外国投资帮助并发展了丝绸业。外资优化了当地丝绸企业的结构，引进了新技术。